# Українська партія соціалістів-революціонерів
Украї́нська па́ртія соціалі́стів-революціоне́рів (УПСР), популярна назва: есери, уесери (неонародники) — політична партія, що відбивала інтереси українського селянства, споріднена з російською партією соціалістів-революціонерів.

## Історія
У 1905–1917 роках існували окремі гуртки УПСР у Сімферополі, Одесі, Радомишлі, Борисполі, Києві (видавали нелегально орган «Боротьба» 1913–1915). 1907 року було скликано організаційний з'їзд українських есерів. В роботі з'їзду взяли участь представники Таврії, Херсонщини, Полтавщини, Чернігівщини, Поділля, Київщини. На зібрані затвердили основні положення програми, обговорювалося питання про створення власної, окремої від російської, партії українських соціалістів-революціонерів. Після тривалої дискусії члени російської партії залишили засідання. Зібрання проголосили установчими зборами Української партії соціалістів-революціонерів, обрали Центральний Комітет партії. Однак, політичні репресії після революції 1905–1907 років зумовили припинення діяльності українських есерівських організацій у Наддніпрянській Україні та утворення в Галичині закордонного центрального комітету УПСР.
Лютнева революція відкрила можливість для легальної діяльності українських політичних партій. Першочерговим завданням для українських есерів стало офіційне створення партії та її організаційно-правове оформлення в Українську партію соціалістів-революціонерів. Як всеукраїнська партія оформилася 17–18 квітня 1917 року в Києві; на установчих зборах устійнено тимчасову програму УПСР, ухвалено постанову про територіальну автономію України й скликання Українських Установчих Зборів, вирішено домагатися націоналізації землі. Керівництво УПСР складалося головно зі студентів: Микола Ковалевський, Левко Ковалів, Павло Христюк, Володимир Залізняк, Микола Шраг, Олександр Севрюк. З УПСР співпрацював Михайло Грушевський. Органами партії були: щоденник «Народня воля» і тижневик «Боротьба». Завдяки ефективній пропаганді («земля — народові без викупу») УПСР здобула у виборах до всеросійських Установчих Зборів перевагу над іншими партіями (50 % всіх голосів в Україні). У повній залежності від проводу УПСР була Українська селянська спілка.
За Центральної Ради УПСР брала участь в уряді Володимир Винниченка (Павло Христюк, Микола Стасюк, Микола Ковалевський, Всеволод Голубович, Микита Шаповал, Кузьма Корж, Михайло Савченко-Більський). Після проголошення IV Універсалу 30 січня 1918 створено уряд з есерів на чолі з Всеволодом Голубовичем (7 есерів і 2 есдеки). УПСР мала перевагу в Раді Міністрів також після повернення уряду до Києва (1 березня 1918 року).
За гетьманату УПСР провадила діяльність нелегально. На IV з'їзді, що відбувся 13–16 травня 1918 року в околицях Києва, стався розкол УПСР на ліве крило — «лівобережників» або боротьбистів (Левко Ковалів, Гнат Михайличенко, Олександр Шумський, Василь Елланський, Андрій Заливчий, Панас Любченко, Антон Приходько та ін.), яке очолило ЦК і стояло на позиціях «радянської форми» влади та за співпрацю з більшовиками, і праве крило, так звана «центральна течія» (Іван Лизанівський, Микола Чечель, Микола Шраг, Микита Шаповал, Никифор Григоріїв, Микола Салтан, Всеволод Голубович, Олександр Севрюк, Дмитро Одрина, Олександр Жуківський, Павло Христюк, Аркадій Степаненко, Юліан Охримович).
Боротьбисти перейменувалися 6–8 березня 1919 року на Українську партію соціалістів-революціонерів-боротьбистів (комуністів). Центральна течія УПСР взяла участь в організації Українського Національного Союзу (Микита Шаповал) та у поваленні гетьманату.
На Трудовому Конгресі есери домагалися соціалізації землі, націоналізації приватних залізниць, цукроварень, фабрично-заводських підприємств, передачі державних органів влади колективам, складеним з представників трудового люду — селян і робітників.
За Директорії до уряду Володимира Чехівського (УСДРП) входили Микита Шаповал, Олександр Мицюк, Іван Штефан, Сергій Остапенко. Натомість інші діячі УСРП не входили до уряду Остапенка (він вийшов з УПСР), і на знак протесту проти його політики УПСР разом з іншими соціалістичними партіями 22 березня 1919 року створила Комітет Охорони Республіки.
В уряді Бориса Мартоса (УСДРП) брав участь Микола Ковалевський, Іван Лизанівський, Іван Паливода, Леонтій Шрамченко, з 9 червня 1919 року ще Дмитро Одрина (голова ЦК партії) та Теофан Черкаський (секретар ЦК партії); в уряді Ісаака Мазепи — Микола Ковалевський,  Никифор Григоріїв, Леонтій Шраменко, Павло Христюк.
У кінці 1919 року частина членів УПСР вийшла на еміграцію (Чехословаччина, Австрія), де пропаґувала принцип «диктатури трудових мас» (Микита Шаповал, Никифор Григоріїв). Дехто з лідерів УПСР — Михайло Грушевський, Микола Чечель, Микола Шраг, Павло Христюк, Дмитро Ісаєвич заснували «закордонну делегацію» УПСР у Відні, яка з 1920 року видавала орган «Борітеся — Поборете» (1920–1922) під проводом Михайла Грушевського/ Появилося десять чисел, з яких шоста книжка повністю присвячена проекту програми УПСР. Закордонна делегація української партії соціалістів-революціонерів прагнула перетворити УНР на «радянську республіку» та дійти до примирення з радянською Росією.
Від 25 лютого до 5 липня 1920 року закордонні групи УПСР і Української Комуністичної Партії створили спільний «радянсько-революційний блок», метою якого було створення української радянської республіки. На початку 1921 року УПСР на еміграції розкололася: 1) прорадянська група, очолена «закордонною делегацією», 2) празька — на чолі з Микитою Шаповалом; видавала «Вільну Спілку» (1921–1923) та 3) Організаційний Комітет УПСР за кордоном (Микола Ковалевський і Микола Залізняк) у Відні. Після повороту «закордонної делегації» на радянську Україну (1924), в 1930 роках була репресована, і смерті Микити Шаповала (1932), у 1934 році організації есерів об'єдналися і створили в Празі спільний ЦК УПСР за кордоном, що видавав «Трудову Україну» за редакцією Никифора Григоріїва.
Після Другої світової війни УПСР відновила свою діяльність на еміграції (лідери Яків Зозуля, Микола Шаповал), взяла участь у створенні Української Національної Ради (1948) і в 1950 разом з іншими соціалістичними партіями об'єдналася в Українську Соціалістичну Партію.

## Центральний комітет

### Члени ЦК, обрані на ІІІ з'їзді партії у грудні 1917 року
1. Бачинський Сергій, політичний емігрант, професор політехнічної школи і голова Губерніального Комітету УПСР в Катеринославі, депутат до Всеросійських Установчих Зборів.
2. Гавва Юхим, Член Комітету УПСР IX армії Військовий урядовець.
3. Голубович Всеволод, Військовий інженер, Генеральний Секретар торгу і промислу, депутат до Всеросійських Установчих Зборів.
4. Елланський Василь, голова Чернігівського губерніального комітету УПСР , член Чернігівської губернської Ради Селянських депутатів, член Виконавчого Комітету чернигівської Ради Робітничих Депутатів.
5. Залізняк Володимир, студент політехніки.
6. Зарудний Олександер, юрист-агроном, Генеральний Секретар Земельних справ.
7. Ісаєвич Дмитро, член Центральної Ради, Редактор „Народньої Волі", депутат до Всеросійських Установчих Зборів.
8. Кедровський Володимир, начальник політичного відділу Секретарства Військових cnpàв, депутат до Всеросійських Установчих Зборів.
9. Косенко Іларіон, студент технологічного інституту, голова Петроградського Комітету УПСР.
10. Корж Кузьма, голова організаційної комісії Центральної Ради, депутат до Всеросійських Установчих Зборів, студент політехніки.
11. Лизанівський Іван, директор друкарні Центральної Ради, член Головного Галицько-Буковинського Комітету.
12. Любченко Панас, член Всеукраїнської Ради Військових Депутатів, член Центральної Ради.
13. Михайличенко Гнат, член Харківського Губерніального Комітету У. П. С.-Р., депутат до Всеросійських Установчих Зборів, член президії Ц. К. УПСР
14. Омельченко-Косташ Іван, член Губерніального Комітету УПСР в Харкові, депутат до Всеросійських Установчих Зборів.
15. Обідний Петро, член фронтової Ради Румунського фронту, вчитель
16. Охримович Юліян, студент університету, член президії Ц. К. УПСР
17. Піскун Гаврило, член Всеукраїнської Ради Військових Депутатів, член президії фракції УПСР в Центральній Ради, учитель
18. Плевако Петро, залізнодорожний інженер, член Центральної Ради.
19. Полозов Михайло, агроном, депутат до Всер. Уст. Зборів.
20. Полонський Андрій, студент університету, член Центральної Ради.
21. Приходько Антін, юрист, голова Московського Комітету У. П. С.-Р, член Центральної Ради, директор Бюро Ц. К. У. Д С.-Р.
22. Ростріпенко Гнат, член Всеукраїнської Ради Військових Депутатів, член Центральної Ради.
23. Салтан Микола, член президії фракції УПСР в Центральній Ради, член президії Ц. К. УПСР , депутат до Всеросійських Установчих Зборів.
24. Свирський Володислав, член Центральної Ради, скарбник Ц. К. УПСР
25. Севрюк Олександер, член Центральної Ради, член президії Ц. К. УПСР , депутат до Всеросійських Установчих Зборів.
26. Сіверов-Одоевський Панас, політичний емігрант, голова Ради Слобідської України, член Виконавчого Комітету Ради Робітничих Депутатів і Губерніяльного Комітету У. П. С.-P. в Харкові, член Центральної Ради, депутат до Всеросійських Установчих Зборів.
27. Ткаль Гриць, член Центральної Ради.
28. Товкач Іван, член Центральної Ради, член Чернігівського Губерніального Комітету УПСР
29. Товмачів Гриць, політичний емігрант, вчитель.
30. Христюк Павло член Центральної Ради, член Центрального комітету Селянської спілки, голова Губерніального Земельного Комітету на Київщині, кооператор.
31. Чечель Микола, інженер, секретар Центральної Ради, член головного виділу студентського Союза, депутат до Всеросійських Установчих Зборів.
32. Шаповал Микита, письменник, Генеральний секретар пошт і телеграфів.
33. Шумський Олександер, член Центральної Ради, агроном.
34. Шраг Микола, товариш голови Української Центральної Ради, депутат до Всеросійських Установчих Зборів, юрист.
35. Григорʼєв Никифор, гімназіальний вчитель, член Центральної Ради, депутат до Всеросійських Установчих Зборів.